# Ponte Forbato
Il ponte Forbato è un'opera ingegneristica in pietra realizzata a Rovereto sul torrente Leno, poco sotto il  castello e ricostruito nel 1840 su progetto dell'ingegnere bresciano Antonio Gilisenti in sostituzione di un manufatto molto più antico e già distrutto in passato da una piena del Leno nel 1797.

## Storia
Il ponte Forbato è il più antico della città ed è stato ricostruito e restaurato più volte. Anticamente, per chi proveniva da Verona, quindi da sud, subito vicino al ponte si apriva porta San Tommaso, detta anche porta della Scaletta, con un arco affrescato dall'alense Antonio Gresta nel 1711 in occasione del transito di Carlo VI d'Asburgo col suo seguito diretto a Vienna per ricevere l'investitura imperiale.
La piena del torrente più rovinosa che lo distrusse parzialmente avvenne la notte tra il 24 ed il 25 settembre 1797. Nel 1822, quando venne costruita la via Nuova (via Vicenza), la porta storica venne demolita e a sua memoria resta solo, sul sito, l'affresco fatto dipingere nel 1911 dalla Società di abbellimento  sulla facciata dell'edificio vicino al ponte appena superato il Leno per entrare in città. Rimase a lungo il primo e solo ponte a Rovereto, sino a quando venne costruito, nel 1877, il ponte delle Zigherane.